# 1999 VJ10
1999 VJ10 är en asteroid i huvudbältet som upptäcktes den 9 november 1999 av den japanska astronomen Takao Kobayashi vid Ōizumi-observatoriet.
Asteroiden har en diameter på ungefär 10 kilometer och den tillhör asteroidgruppen Themis.